# Antoine Gratton
Pour les articles homonymes, voir Gratton.
Antoine Gratton est un auteur-compositeur-interprète québécois, né le 30 octobre 1979 à Montréal dans le quartier Notre-Dame-de-Grâce.

## Biographie
Antoine Gratton a commencé sa carrière musicale avec Les Petits Chanteurs du Mont-Royal .
En 2008, il a fait partie de l'équipe de la Francoforce, tournée pancanadienne visant à faire connaître les talents francophones. Le Francodôme est resté deux semaines à Québec, dans le cadre des festivités du 400e anniversaire de Québec.
Pour le lancement de son cinquième album La défense du titre, Antoine a fait une prestation gratuite à la station de métro Berri-UQAM de Montréal le 15 novembre 2011.
En 2014, il lance un single en anglais, Brother to me, sous le pseudonyme A Star, qui est le premier extrait d'un album qui sort la même année, A Star is my name.
En 2019, lors de sa tournée Trinité, il renoue avec ses fans à la station Berri-UQAM et multiplie ses performances aux stations Lionel-Groulx et Jean-Talon. Cette tournée de trois spectacles consécutifs lui permet de se tailler une place méritée au sein de la communauté du rock québécois. 
En 2020, une prestation au Bistro à Jojo lui a valu une étoile au grand concours des Maîtres Chansonniers du Québec.

## Discographie
- 2003 : Montréal Motel
- 2006 : Il était une fois dans l'est
- 2006 : Cadavre exquis, première édition
- 2009 : Le Problème avec Antoine
- 2011 : La défense du titre
- 2014 : A Star is my name (sous le nom A Star)

## Filmographie
- 2009 : Le Divan du monde : Alex

## Effets visuels
Antoine est reconnu à l'étoile qu'il a au visage lors de ses prestations. Il semblerait que cette étoile ait été à l'origine une façon de séduire une maquilleuse et qu'après son parcours au sein de la Francoforce, les gens le distinguait par le « Québécois avec l'étoile ». En plus du maquillage et des costumes extravagants, Antoine Gratton utilise souvent un piano couvert de miroirs ou de plumes. L'aspect visuel a toujours été un élément important des spectacles très énergiques d'Antoine.
S'il est reconnu pour porter l'étoile en guise de maquillage sur son œil droit, Antoine porte désormais une deuxième étoile sur l'œil gauche. Il arbore aussi une chevelure étoilée, car l'étoile est un symbole qui l'a toujours guidé : « L'étoile est pour moi un symbole de réussite, pas juste pour les concours et le succès que j'ai eu dans les métros. Je vois vraiment l'étoile comme un signe que demain, ça ira mieux ».